# Julio César Pardini
Julio César Pardini, nació en Guasave, Sinaloa, el 25 de abril de 1984. Juega de delantero y a partir del 2017 estará a préstamo en el Club Sport Herediano de la Primera División de Costa Rica.

## Trayectoria
Tuvo sus inicios en las filiales del Cruz Azul, así como en el Tampico Madero. En el 2008 fue ascendido al primer equipo cementero. Debutó en la Primera División de México el sábado 15 de noviembre de 2008. Aquel día, alternó 11 minutos en la victoria de Cruz Azul por 4-1 sobre Jaguares de Chiapas.
En el Ascenso Mx del apertura 2015 jugó a préstamo en Cafetaleros de Tapachula.

## Clubes
| Club                            | País       | Año         |
| ------------------------------- | ---------- | ----------- |
| Cruz Azul Oaxaca                | México     | 2002-2006   |
| Cruz Azul Hidalgo               | México     | 2006-2007   |
| Tampico Madero                  | México     | 2007-2008   |
| Cruz Azul                       | México     | 2008-2009   |
| Mérida FC                       | México     | 2009-2010   |
| Celaya F.C.                     | México     | 2012-2015   |
| Cafetaleros de Tapachula        | México     | 2015 - 2016 |
| Club Sport Herediano (préstamo) | Costa Rica | 2017        |
| Cafetaleros de Tapachula        | México     | 2017        |